# Fiskträsket, Lappland
Fiskträsket är en sjö i Arvidsjaurs kommun i Lappland och ingår i Skellefteälvens huvudavrinningsområde. Sjön har en area på 0,534 kvadratkilometer och ligger 464,3 meter över havet. Sjön avvattnas av vattendraget Gvellikbäcken.

## Delavrinningsområde
Fiskträsket ingår i det delavrinningsområde (727757-162420) som SMHI kallar för Ovan Bergbäcken. Medelhöjden är 514 meter över havet och ytan är 11,38 kvadratkilometer. Det finns inga avrinningsområden uppströms utan avrinningsområdet är högsta punkten. Gvellikbäcken som avvattnar avrinningsområdet har biflödesordning 2, vilket innebär att vattnet flödar genom totalt 2 vattendrag innan det når havet efter 231 kilometer. Avrinningsområdet består mestadels av skog (78 procent) och sankmarker (10 procent). Avrinningsområdet har 0,54 kvadratkilometer vattenytor vilket ger det en sjöprocent på 4,7 procent.